# TBV Lemgo

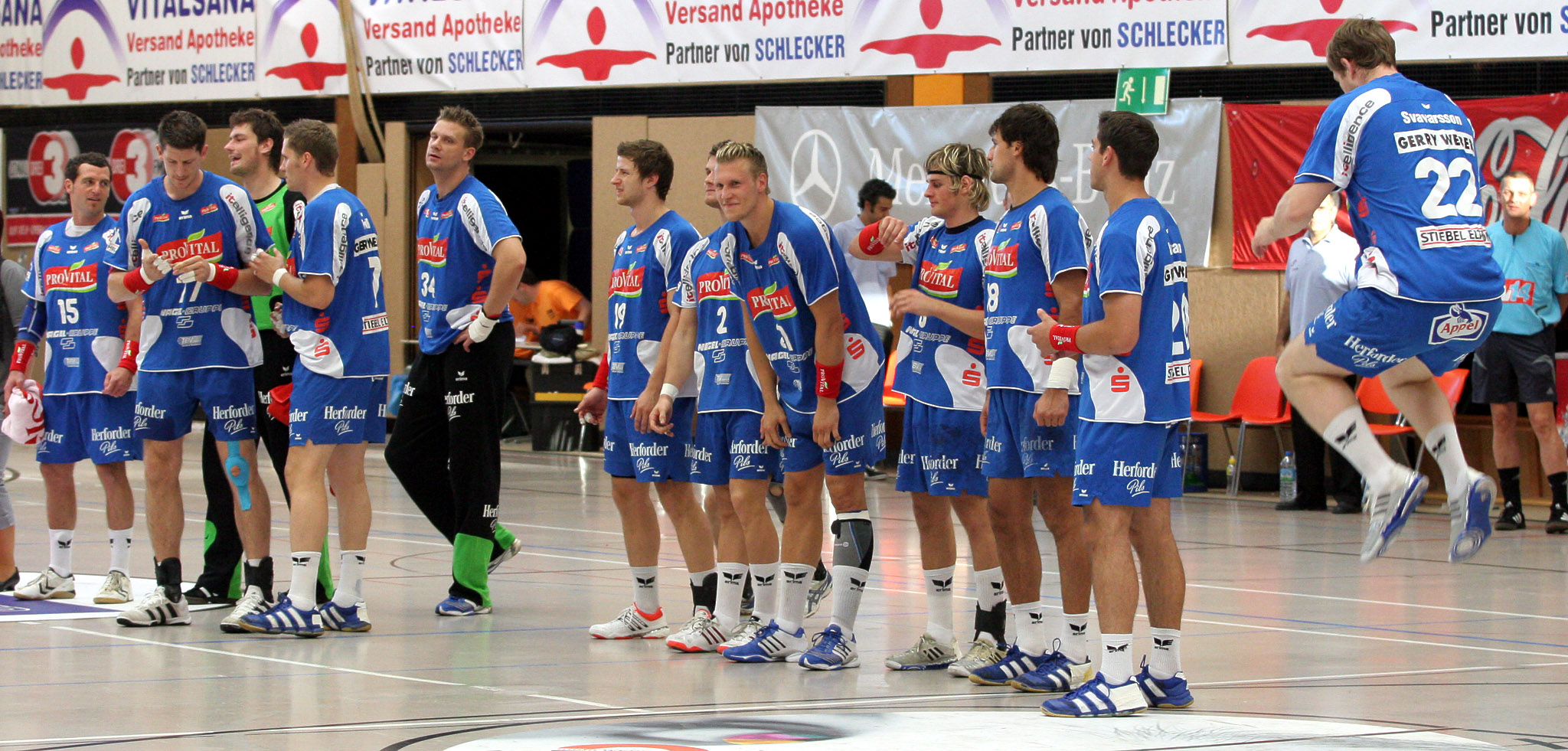
Die Mannschaft des TBV Lemgo in der Saison 2008/09 vor einem Spiel

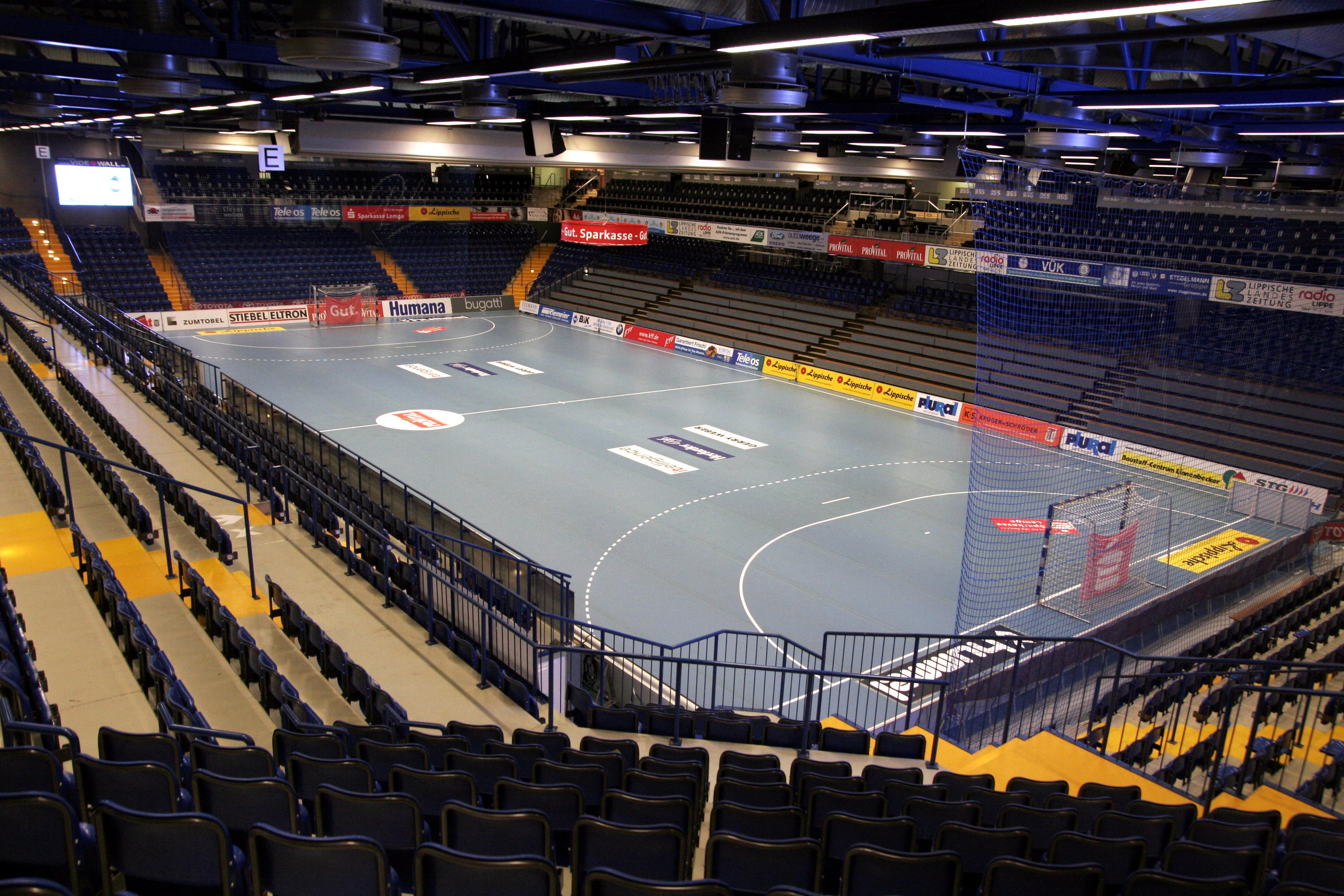
Blick in die Lipperlandhalle vor einem Bundesligaspiel

Der TBV Lemgo Lippe ist ein Sportverein aus Lemgo im nordrhein-westfälischen Landesteil Lippe mit rund 1.300 Mitgliedern. Der Namenszusatz „Lippe“ wurde zur Saison 2018/2019 eingeführt. Der Verein wurde am 2. September 1911 unter dem Namen Ballsportverein Lemgo 1911 gegründet, bevor er am 16. September 1945 den heutigen Vereinsnamen Turn- und Ballspielverein Lemgo von 1911 erhielt.
Bekannt wurde der Verein vor allem durch die Erfolge seiner Handballabteilung, die seit 1924 besteht. Der Verein umfasst außerdem die Abteilungen und Sparten Fußball, Leichtathletik, Tanzsport, Boxen, Cheerleading, Turnen/Gymnastik und Volleyball.

## Handball

### Vereinsgeschichte
Der Aufstieg zu einem der besten deutschen Handballvereine ging langsam, aber beständig vor sich. Im Gründungsjahr der Handball-Bundesliga spielte der Verein noch in der Oberliga, 1981/82 gelang der Aufstieg in die 2. Bundesliga, seit der Saison 1983/84 spielt der TBV Lemgo in der höchsten Spielklasse, in der er sich in über einem Jahrzehnt kontinuierlich von einem Abstiegskandidaten zu einer Spitzenmannschaft entwickelte. Damit verbunden sind Namen wie Lajos Mocsai (Trainer ab 1989), László Marosi (Spieler 1990–2000) oder Daniel Stephan (Spieler 1994–2008). 1995 konnte mit dem nationalen Pokalsieg der erste wichtige Titel errungen werden, dem 1996 der Sieg im Europapokal der Pokalsieger folgte. Mit diesem Titel beendete Lajos Mocsai seine Trainertätigkeit beim TBV. 1997 war unter dessen Nachfolger Juri Schewzow das bislang erfolgreichste Jahr der Vereinsgeschichte. Erstmals konnten innerhalb einer Saison der Meistertitel, der deutsche Pokalsieg sowie der Gewinn des Supercups gefeiert werden.
In der Meisterschaftssaison 2002/03 praktizierte der TBV unter Trainer Volker Mudrow sehr erfolgreich die Schnelle Mitte und stellte mit 62:6 Punkten einen Rekord auf, der 2005/06 vom THW Kiel eingestellt und 2008/09 mit 65:3 Punkten gebrochen wurde. Am 12. September 2004 fand in der Veltins-Arena das Eröffnungsspiel der Handball-Bundesliga zwischen dem TBV Lemgo und dem THW Kiel statt, bei dem mit 30.925 Besuchern ein neuer Zuschauer-Weltrekord im Vereinshandball aufgestellt wurde. Einen weiteren Titel errang der TBV Lemgo 2006 im EHF-Pokal in einem innerdeutschen Duell gegen FRISCH AUF! Göppingen.
Vor der Saison 2007/08 wurde mit neun Zu- und sieben Abgängen sowie dem Einstieg eines neuen großen Hauptsponsors ein bedeutender Umbruch mit dem Ziel eingeleitet, bald wieder in der nationalen Spitze mitzuspielen. Mit Peter Meisinger wurde dazu auch ein neuer Trainer verpflichtet. Am 30. Oktober 2007 gab der Verein jedoch bekannt, eine „einvernehmliche Auflösung“ des Vertrags vereinbart und zugleich Markus Baur zum 1. Januar 2008 als sportlichen Direktor und Trainer verpflichtet zu haben. Bis dahin bekleidete – wie schon nach der Entlassung Volker Mudrows in der Vorsaison – Volker Zerbe das Amt des Interimstrainers. Mit dem Schweizer Verein Pfadi Winterthur, bei dem Baur zuvor als Spielertrainer aktiv war, wurde darüber hinaus eine Partnerschaft vereinbart. Mitte November 2007 unterzeichnete Daniel Stephan einen Vertrag als neuer Sportlicher Leiter. Somit bildeten ab Januar 2008 drei langjährige Nationalspieler des Vereins das für den sportlichen Bereich verantwortliche Führungstrio beim TBV Lemgo.
Ende Juli 2009 wurde erstmals in der Geschichte des deutschen Handballs eine Dopingsperre verhängt, und zwar gegen Martin Galia, Torwart beim TBV Lemgo. Galia war am 28. März 2009 nach dem Spiel gegen den TV Großwallstadt positiv auf eine sogenannte spezifische Substanz (Octopamin) getestet worden, die er in einem Nahrungsergänzungsmittel zu sich genommen hatte. Er wurde vom 1. April 2009 an rückwirkend für sechs Monate gesperrt, musste 20.000 Euro Geldstrafe entrichten und durfte bis zum Ablauf der Sperre nicht gemeinsam mit der Mannschaft trainieren.
Am 9. September 2009 wurden der Trainer Markus Baur und der Sportliche Leiter Daniel Stephan vom TBV Lemgo entlassen, nachdem die Mannschaft die Qualifikation zur Teilnahme an der Champions League verpasst hatte.
Die Trainerfunktion übernahmen kurzzeitig der bisherige Co-Trainer Jürgen Franke und Abwehrchef Daniel Kubeš. Einen Tag später kehrte Volker Mudrow zurück, der die Mannschaft zunächst bis zum Saisonende trainieren sollte, dann aber einen Vertrag bis 2012 erhielt.
In der Saison 2009/10 gewann der TBV Lemgo unter Trainer Volker Mudrow am 29. Mai in Schaffhausen nach einem Heimsieg mit 24:18 (12:8) und einer Auswärtsniederlage mit 28:30 (10:14) gegen Kadetten Schaffhausen erneut den EHF-Pokal. Im Laufe der Saison 2010/11, im März 2011, wurde Mudrows Vertrag jedoch aufgelöst und Dirk Beuchler als neuer Trainer vorgestellt. Nach dessen Wechsel zum OWL-Nachbarn in Nettelstedt übernahm im Sommer 2013 Niels Pfannenschmidt. Der wurde allerdings zum Jahresende 2014, die Mannschaft lag auf dem vorletzten Tabellenplatz, durch Florian Kehrmann ersetzt. Kehrmann gelang mit dem Team der Klassenerhalt und stabilisierte es in den nächsten Jahren im Mittelfeld der Tabelle, um im 7. Amtsjahr wieder einen Titel mit dem TBV zu gewinnen.
Der TBV Lemgo qualifizierte sich für das Final Four des DHB-Pokals 2020, das aufgrund der COVID-19-Pandemie erst im Juni 2021 ausgetragen wurde. Das Halbfinale gewann Lemgo trotz eines Sieben-Tore-Rückstands zur Halbzeit gegen den favorisierten THW Kiel. Tags darauf bezwang die Mannschaft den Ligakonkurrenten MT Melsungen mit 28:24 und gewann zum insgesamt vierten Mal den DHB-Pokal.
Der TBV Lemgo Lippe spielt jedes Jahr im September zusätzlich zu ihren normalen Saisonspielen gegen den befreundeten TV Mundelsheim aus der Oberliga.

### Größte Erfolge
- Deutscher Meister 1997, 2003
- Deutscher Pokalsieger 1995, 1997, 2002, 2020
- Europapokalsieger der Pokalsieger 1996
- EHF-Pokalsieger 2006, 2010
- Supercupgewinner 1997, 1999, 2002, 2003

### Bekannte ehemalige Spieler
- Florian Kehrmann, heute Trainer
- Markus Baur, Sportlicher Direktor und Trainer des TBV vom 1. Januar 2008 bis 9. September 2009
- Marc Baumgartner, bis 2006 BSV Bern Muri, danach Karriereende als Handballspieler
- Jaume Fort Mauri, bis 2001 FRISCH AUF! Göppingen, danach Karriereende
- László Marosi, Sportdirektor beim Tatabánya Carbonex KC, Ungarn
- Christian Ramota, bis 2008 HBW Balingen-Weilstetten, danach Karriereende
- Christian Schwarzer, bis Saisonende 2008/09 Rhein-Neckar Löwen, seit dem 1. Juli 2009 Jugendkoordinator des DHB
- Volker Zerbe, ehemaliger Interimstrainer, ehemaliger Sportlicher Leiter, ehemaliger Manager
- Daniel Stephan, bis 9. September 2009 Sportlicher Leiter
- Logi Geirsson
- Tamás Mocsai
- Filip Jicha
- Carsten Lichtlein, von 2005 bis 2013
- Fynn Holpert, ehemaliger Manager
- Jörg Zereike, derzeitiger Manager
- Volker Mudrow, ehemaliger Trainer
- Lutz Grosser
- Kasper Hvidt
- Achim Schürmann
- André Tempelmeier
- Holger Glandorf
- Jörg Harke

### Kader 2025/26
| Nr. | Nationalität | Name               | Position | Geburtstag | Größe  |
| --- | ------------ | ------------------ | -------- | ---------- | ------ |
| 1   | Österreicher | Constantin Möstl   | TW       | 01.04.2000 | 1,86 m |
| 16  | Deutscher    | Leon Goldbecker    | TW       | 28.03.2002 | 1,97 m |
| 99  | Slowene      | Urh Kastelic       | TW       | 27.02.1996 | 2,01 m |
|     | Deutscher    | Linus Borreck      | TW       | 05.01.2006 | 1,99 m |
| 2   | Österreicher | Lukas Hutecek      | RL       | 02.07.2000 | 1,89 m |
| 3   | Deutscher    | Nicolai Theilinger | RR       | 09.02.1992 | 1,93 m |
| 4   | Schweizer    | Samuel Zehnder     | LA       | 29.02.2000 | 1,83 m |
| 8   | Deutscher    | Frederik Simak     | RL       | 24.01.1998 | 1,97 m |
| 14  | Niederländer | Bobby Schagen      | RA       | 13.01.1990 | 1,91 m |
| 21  | Deutscher    | Leve Carstensen    | LA       | 18.01.2002 | 1,94 m |
| 23  | Deutscher    | Tim Suton          | RM       | 08.05.1996 | 1,91 m |
| 25  | Niederländer | Niels Versteijnen  | RR       | 03.02.2000 | 2,00 m |
| 28  | Deutscher    | Hendrik Wagner     | RL       | 15.08.1997 | 2,00 m |
| 35  | Deutscher    | Jarnes Faust       | RA       | 26.08.2004 | 1,83 m |
|     | Deutscher    | Jan Mudrow         | RL       | 03.03.2007 | 1,98 m |
|     | Schweizer    | Joël Willecke      | KM       | 23.11.2003 | 2,04 m |
|     | Schwede      | Adam Nyfjäll       | KM       | 29.07.1992 | 1,96 m |

#### Transfers zur Saison 2025/26
| Zugänge              | Zugänge       | Zugänge            |
| Nation               | Name          | abgebender Verein  |
| -------------------- | ------------- | ------------------ |
| Schweden             | Adam Nyfjäll  | GWD Minden         |
| Schweiz              | Joël Willecke | HSC Suhr Aarau     |
| Deutschland          | Jan Mudrow    | MTV Braunschweig   |
| Deutschland          | Linus Borreck | TSV Bayer Dormagen |
| Stand: 19. März 2025 |               |                    |

| Abgänge             | Abgänge               | Abgänge               |
| Nation              | Name                  | aufnehmender Verein   |
| ------------------- | --------------------- | --------------------- |
| Deutschland         | Jan Brosch            | ASV Hamm-Westfalen    |
| Tschechien          | Leoš Petrovský        | SV 04 Plauen-Oberlosa |
| Deutschland         | Ben Connar Battermann | TV Großwallstadt      |
| Niederlande         | Thomas Houtepen       | Team Tvis Holstebro   |
| Stand: 3. März 2025 |                       |                       |

### Nachwuchs
Die Amateur- und Jugendabteilung des TBV Lemgo firmiert seit 1998 unter dem Namen HSG Handball Lemgo. Die HSG wurde aus den Handballabteilungen des TBV Lemgo und des TV Lemgo gegründet und ist für seine gute Jugendarbeit bekannt. Im April 2018 schlossen sich die Lemgo Youngsters, welche aktuell in der 3. Liga spielen, und die 1. Mannschaft der HSG Augustdorf/Hövelhof zum Team HandbALL Lippe zusammen. Diese Kooperation übernimmt somit den Startplatz der Lemgoer in der 3. Liga.
Die erste Mannschaft (Lemgo Youngsters) schaffte in der Saison 2006/07 den Aufstieg aus der Oberliga Westfalen in die Regionalliga West, verpasste aber in der Saison 2009/10 die Qualifikation für die neu geschaffene 3. Liga und stieg zur Saison 2010/11 wieder in die Oberliga ab. Dort gewann die Mannschaft direkt die Meisterschaft und spielt seit der Saison 2011/12 wieder in der 3. Liga spielen. Die Herren-Mannschaften spielen weiter von der Landesliga (HL 3) bis in die 1. Kreisklasse (HL 5). Die Frauenmannschaft spielt in der Saison 2015/16 in der Bezirksliga. Die männliche A-Jugend spielt in der Jugendbundesliga, in welcher sie in der abgelaufenen Saison 2014/15 Platz 2 belegte und im Viertelfinale um die deutsche Meisterschaft gegen den späteren Deutschen Meister aus Leipzig scheiterte. Alle weiteren männlichen Jugendteams spielen in den jeweils höchsten Spielklassen ihres Jahrgangs.
Hauptamtlicher Jugendkoordinator ist Christian Plesser. Die insgesamt 26 Teams verteilen sich auf ein Damenteam, fünf Mädchen-, 15 Jungen- und fünf Herrenteams.

### Entwicklung der Zuschauerzahlen
| Saison  | Zuschauerschnitt |
| ------- | ---------------- |
| 2012/13 | 4.449            |
| 2013/14 | 4.070            |
| 2014/15 | 4.095            |
| 2015/16 | 4.357            |
| 2016/17 | 4.048            |
| 2017/18 | 3.719            |
| 2018/19 | 3.772            |
| 2019/20 | 3.687            |
| 2020/21 | 236              |
| 2021/22 | 2.406            |
| 2022/23 | 3.598            |
| 2023/24 | 3.888            |
| 2024/25 | 4.284            |

## Weitere Abteilungen

### Fußball
Die Fußballmannschaft des TBV Lemgo spielte insgesamt fünf Jahre in der höchsten westfälischen Amateurliga und nahm zweimal am DFB-Pokal teil. Nach dem ersten Aufstieg im Jahre 1960 folgte noch der direkte Wiederabstieg. Die TBV-Fußballer schafften auf Anhieb den erneuten Aufstieg und wurde 1964 Vierter. Zwei Jahre später folgte der erneute Abstieg. Im Jahre 1979 qualifizierte sich die Mannschaft erstmals für den DFB-Pokal und schied in der ersten Runde nach einer 1:5-Niederlage beim SV Waldhof Mannheim aus. 1988 gewannen die Lemgoer den Westfalenpokal und nahmen erneut am DFB-Pokal teil, wo die Mannschaft in der ersten Runde mit 0:4 gegen den FC 08 Homburg ausschied. Die TBV-Fußballer wurden zur Fahrstuhlmannschaft und spielen seit dem Aufstieg im Jahre 2016 in der Bezirksliga.

### Tanzsport
Die Tanzsportabteilung des TBV Lemgo wurde 1984 gegründet und umfasst ca. 130 Mitglieder. Sie bietet Kurse in Standard- und Lateintänzen an. Zusammen mit anderen lippischen Tanzsportvereinen organisiert der Verein das jährliche Event Lippe tanzt. Die Modern Jazz-Gruppe erarbeitet Choreographien mit Jazztanz- und Hip-Hop-Elementen.

### Boxen
Als einziger Verein im Kreis Lippe betreibt der TBV Lemgo seit 2007 wieder eine Boxsportabteilung. Damit lebt eine Tradition der 1930er bis 1950er Jahre neu auf. 2013 konnte der Verein die Nordrhein-Westfälischen Boxfinals ausrichten. Ca. 70 Mitglieder sind aktiv.

### Cheerleading
Unter dem Namen „Sweet Lemons“ existiert seit 2001 eine Cheerleader-Abteilung im TBV Lemgo. 2012 erreichten die Sweet Lemons als dreifache Landesmeister den Titel der Kategorie Senior All Girls bei den 7. Germancheermasters. Seit 2013 gibt es auch eine Juniorinnen-Gruppe.

## Medien
Der TBV Lemgo gibt das Monatsmagazin „Echo“ heraus. Seit September 2010 widmet sich dieses in neuer Aufmachung verstärkt dem Themenfeld Lifestyle rund um den Verein und die Region.